# آرسی‌ای
آرسی‌اِی یک ابرشرکت بزرگ الکترونیک آمریکایی است که در سال ۱۹۱۹ با نام ابرشرکت رایویی آمریکا تأسیس گشت.